# Conspiration de Cellamare

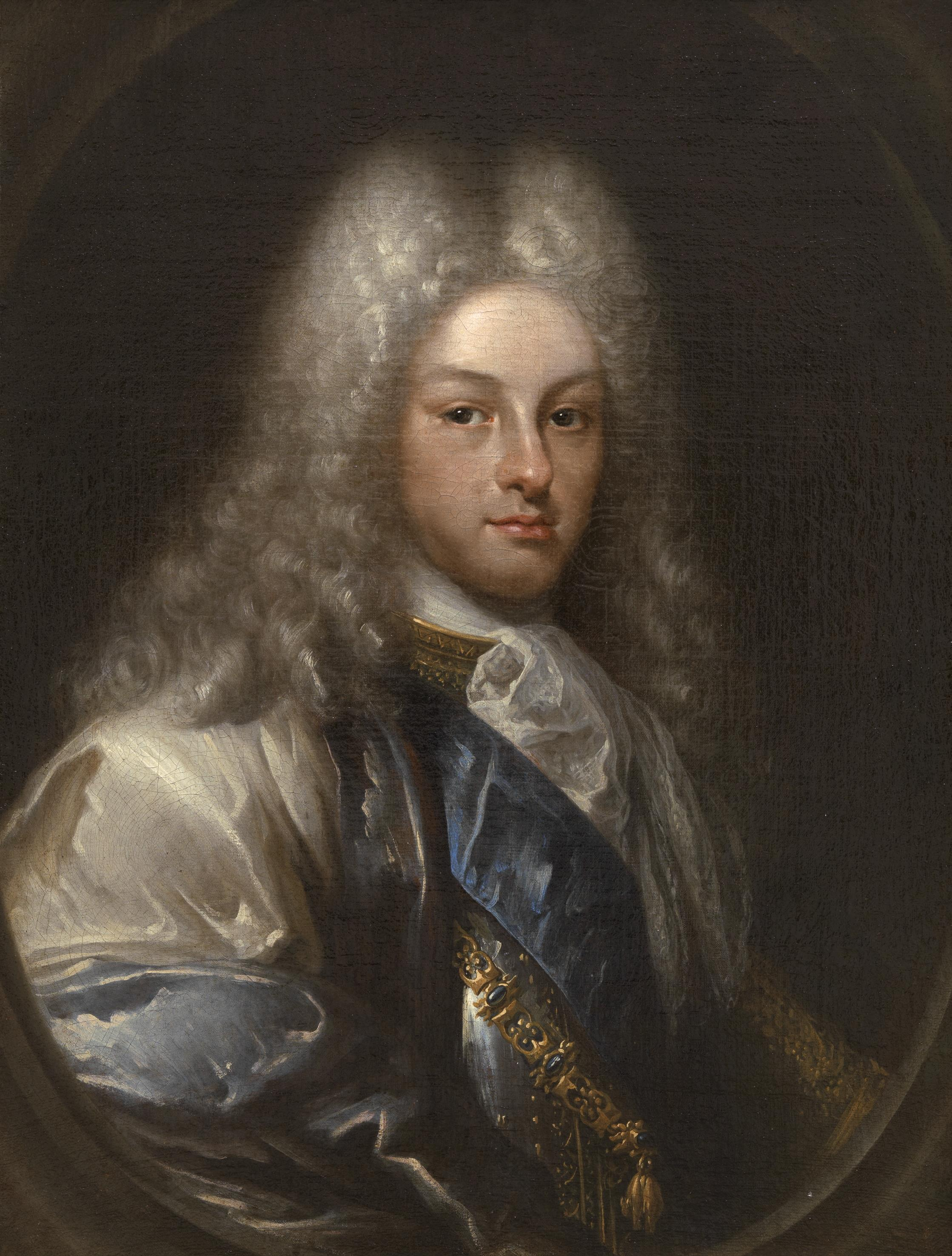
Philippe V d’Espagne, bénéficiaire putatif de la conspiration de Cellamare.

La conspiration de Cellamare est un complot ourdi par l’Espagne en 1718 pour retirer la régence du royaume de France à Philippe d’Orléans. Elle tire son nom d’Antonio del Giudice Caracciolo, prince de Cellamare, ambassadeur en France du roi d’Espagne, Philippe V.

## Historique

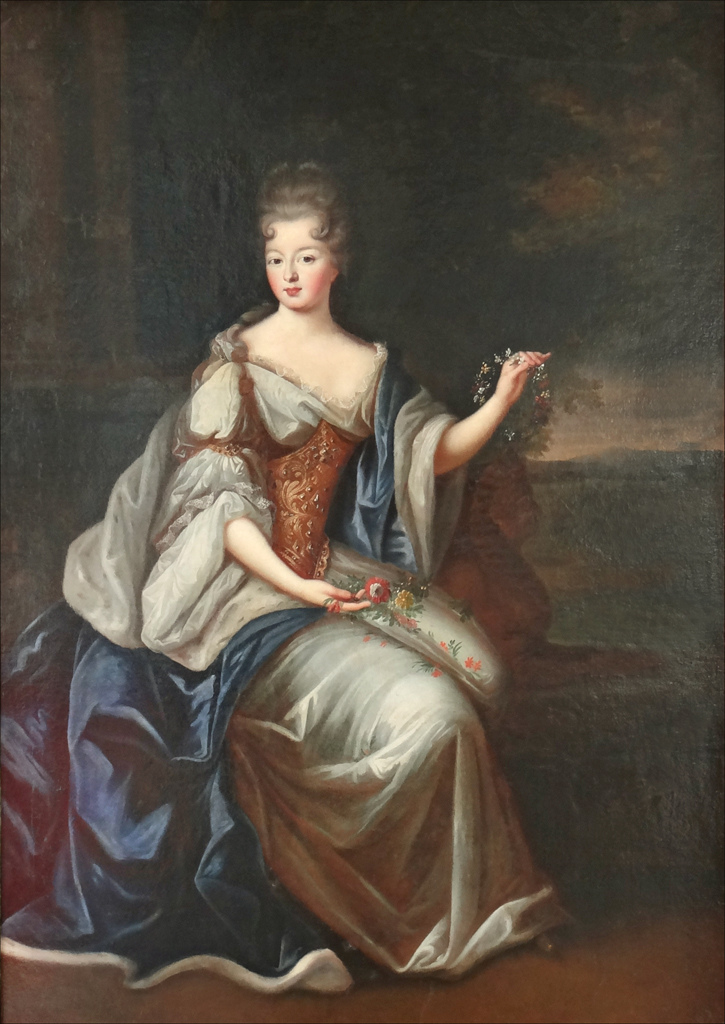
La duchesse du Maine.

À l’instigation de l’abbé Dubois, secrétaire d'État aux Affaires étrangères, la France forma la Quadruple Alliance avec la Grande-Bretagne, les Provinces-Unies et le Saint-Empire romain germanique pour combattre les prétentions de Philippe V d'Espagne, petit-fils de Louis XIV, qui rêvait de porter la couronne de France, malgré la renonciation obtenue dans les traités d’Utrecht en cas de décès de Louis XV.
La duchesse du Maine, épouse d’un bâtard légitimé de Louis XIV, Louis-Auguste de Bourbon, intriguait contre le Régent, car celui-ci avait fait casser le testament du vieux roi et écarté son mari de tout rôle politique. Elle entra en correspondance avec le Premier ministre de l'Espagne, le cardinal italien Giulio Alberoni.
Avec l’appui de l’ambassadeur du roi d’Espagne, un projet de complot fut bientôt tramé dans l’entourage de la duchesse. On y trouvait l’une de ses femmes de chambre, Marguerite de Launay (future baronne de Staal-Launay, qui a laissé des mémoires), le cardinal de Polignac, le duc de Richelieu et divers personnages de moindre importance. On échafaudait toutes sortes de plans chimériques : enlever le régent, faire attribuer la régence à Philippe V, qui convoquerait les états généraux... L’exécution était aussi défaillante que la conception : les conjurés firent transcrire des documents compromettants qu’ils voulaient envoyer à Alberoni par Jean Buvat (1660-1729), écrivain à la bibliothèque du roi. Buvat, épouvanté, s’empressa d’aller tout raconter à Dubois. L'abbé lui intima l'ordre de venir lui rendre compte chaque jour.
L’abbé Dubois laissa partir les dépêches, confiées à un jeune abbé espagnol qu'il fit arrêter à Poitiers le 5 décembre 1718. Le 9 décembre, le régent faisait arrêter le prince de Cellamare, aussitôt expulsé, et tous ceux qui avaient participé à la conjuration : le duc du Maine, envoyé à la forteresse de Doullens, la duchesse exilée à Dijon, le duc de Richelieu mis à la Bastille... Tous obtinrent leur pardon quelques mois plus tard.
Cette conspiration ne fut pas la seule contre la régence. Il y eut aussi celle de Pontcallec dans laquelle une partie des nobles bretons voulait voir Philippe V sur le trône.
Le 9 janvier 1719, la France saisit l’occasion pour déclarer la guerre à l’Espagne, ce que la Grande-Bretagne avait déjà fait le 27 décembre, entrant dans la guerre de la Quadruple-Alliance.

### Mémoires et romans
- Mémoires de Saint-Simon, passim.
- Lettres persanes (CXXVII) de Montesquieu, 1721.
- La Conspiration de Cellamare, épisode de la régence par J. Vatout, 1832, tome 1 et tome 2.
- Le Chevalier d'Harmental d'Alexandre Dumas, 1843.
- A conspiração Cellamare, Nuno Júdice, 2016.
- L’air était tout en feu , Camille Pascal, Robert Laffont, 2022.

### Études
- Olivier Andurand, « La conjuration de Cellamare ou les échecs de la calomnie (1715-1720) », in Monique Cottret, Caroline Galland (dir.), Peurs, rumeurs et calomnies, Paris, Kimé, 2017, p. 79-99  (ISBN 978-2-8417-4781-8)
- Catherine Cessac, La Duchesse du Maine (1676-1753). Entre rêve politique et réalité poétique, Paris, Classiques Garnier, « L’Europe des Lumières », 2016

## En musique
La conspiration de Cellamare a inspiré l'opéra bouffe de Jacques Offenbach La boulangère a des écus (1875).